# Comuna Holovețko, Starîi Sambir
Holovețko (în ucraineană Головецько) este o comună în raionul Starîi Sambir, regiunea Liov, Ucraina, formată din satele Babîno, Holovețko (reședința) și Hvozdeț.

## Demografie
Componența lingvistică a comunei Holovețko
     Ucraineană (100%)
Conform recensământului din 2001, toată populația comunei Holovețko era vorbitoare de ucraineană (100%).